# Peter Wennerström
Peter Wennerström, född 7 september 1988 i Munkfors, är en svensk professionell ishockeyspelare som har spelat för Bofors IK, Färjestads BK, Örebro HK och Asplöven och som från och med säsongen 2013/14 spelar i norska Stjernen.

## Karriär
Wennerström inledde sin aktiva hockeykarriär i division 1-klubben Skåre BK 2006. Säsongen 2008/2009 tillhörde han Färjestad BK:s organisation, av vilka han senare blev utlånad till Bofors IK under två säsonger.
I mars 2011 skrev Wennerström på ett tvåårskontrakt med Färjestad BK. I oktober 2011 blev det klart att han lånas ut till Örebro HK säsongen 2011/12. Året därpå skrev han på för Asplöven och nästa säsong, 2013/14, spelar han i norska Stjernen.

## Klubbar
- IFK Munkfors
- Skåre BK
- Bofors IK
- Färjestad BK
- Örebro HK (lån)
- Asplöven
- Stjernen